# Wolfgang Waldl
Wolfgang Waldl (* 7. Juni 1989 in Hartberg) ist ein österreichischer Fußballspieler.

## Karriere
Waldl begann seine Karriere beim USV Hartberg Umgebung. Ab 2005 spielte er für die Kampfmannschaft des Vereins. In der Winterpause der Saison 2008/09 wechselte er zum Regionalligisten TSV Hartberg. Sein Debüt in der Regionalliga gab er im März 2009, als er am 17. Spieltag jener Saison gegen die Union St. Florian in der 77. Minute für Stefan Rakowitz eingewechselt wurde. Zu Saisonende konnte er mit Hartberg in die zweite Liga aufsteigen.
Sein Debüt in dieser gab er im September 2009, als er am zehnten Spieltag der Saison 2009/10 gegen die zweite Mannschaft des FK Austria Wien in der Halbzeitpause für Igor Sekić ins Spiel gebracht wurde.
Nach zwölf Zweitligaspielen für Hartberg wechselte er zur Saison 2011/12 zum viertklassigen SV Lafnitz. Mit Lafnitz konnte er 2013 in die Regionalliga aufsteigen; in der Aufstiegssaison kam er in allen 30 Spielen zum Einsatz und erzielte dabei 13 Treffer. Nach fünf Saisonen in der Regionalliga stieg er mit dem Verein 2018 auch in die 2. Liga auf. In den fünf Regionalligasaisonen kam er auf über 130 Spiele, in denen er 32 Mal treffen konnte. Nach elf Jahren beim Verein verließ er diesen im Sommer 2022 und schloss sich dem Fünftligisten TUS Bad Waltersdorf in der Oberliga Süd/Ost an. Bei diesem fungierte er auf Anhieb als Stammkraft im Mittelfeld und brachte es auf 25 von 26 möglich gewesene Ligaeinsätze, in denen er fünf Treffer beisteuerte. Mit der Mannschaft rangierte er im Endklassement 2022/23 auf dem zweiten Tabellenplatz hinter Meister TSV Hartberg II.
Noch während seiner aktiven Karriere absolvierte er in der Saison 2007/08 einen Nachwuchsbetreuerlehrgang und war in weiterer Folge ab Sommer 2008 Nachwuchstrainer des TSV Hartberg tätig. Parallel dazu trainierte er ab Sommer 2009 auch den Nachwuchs des USV Hartberg Umgebung. Beide Engagements hielten bis zum Saisonende 2016/17 bzw. 2017/18 an. 2011/12 absolvierte Waldl einen Trainerlehrgang des Landesverbandes und war in der Spielzeit 2014/15 Trainer der U-13-Auswahl des TUS Greinbach. Seit seinem Wechsel als Spieler nach Bad Waltersdorf ist Waldl hier auch als Nachwuchstrainer tätig und ist Trainer der U-11 sowie Co-Trainer der U-12. Nebenbei tritt er auch als Trainer von Schülerligamannschaften in Erscheinung.

## Persönliches
Waldl unterrichtet an der NMS Neudau Englisch, Bewegung und Sport sowie Berufsorientierung. Davor war er bereits als Lehrer an der Hartberger Sporthauptschule Rieger (nunmehr NMS Rieger und SMS Rieger) tätig.